# Райс (округ, Миннесота)
Райс (англ. Rice County) — округ в штате Миннесота, США. Административный центр и крупнейший город — Фэрибо. По переписи 2000 года в округе проживают 56 665 человек. Площадь — 1337 км², из которых 1288,9 км² — суша, а 48,1 км² — вода. Плотность населения составляет 44 чел./км².

## История
Округ был основан в 1853 году.